# Big Time Sarah
Sarah Streeter (Coldwater, 31 januari 1953 - Chicago, 13 juni 2015) was een Amerikaanse blueszangeres.

## Biografie
Sarah Streeter groeide op in Chicago, waar ze zong in gospelkoren in kerken in South Chicago. Op 14-jarige leeftijd begon ze blues te zingen in de Morgan's Lounge Club en tijdens de jaren 1970 zong ze met muzikanten als Magic Slim, Buddy Guy, The Aces, Junior Wells, Johnny Bernard en Erwin Helfer.
Haar spel met Sunnyland Slim leidde tot haar eerste solosucces bij Airways Records. Als team met Zora Young en Bonnie Lee in Blues with the Girls, toerde Sarah door Europa in 1982 en ze nam een album op in Parijs. Vanaf 1989 trad ze op met de band The BTS Express. Van 1993 tot 2015 nam ze op voor Delmark Records.

## Overlijden
Big Time Sarah overleed in juni 2015 op 62-jarige leeftijd aan de gevolgen van hartcomplicaties in een verpleeghuis.

## Discografie

### Studioalbums
- 1985:	Undecided (Blues R&B Recording)
- 1993:	Lay It on 'em Girls (Delmark)
- 1996:	Blues in the Year One-D-One (Delmark)
- 2001:	A Million of You (Delmark)

### Compilaties
- 2001:	Long Tall Daddy w/Sunnyland Slim (Arcola Records)
- 1982:	Blues with the Girls (Epm Musique)

- International Standard Name Identifier: 0000 0000 5549 2920
- Library of Congress Control Number: n95007519
- MusicBrainz: 363ba8bf-1c9b-45ef-8297-e7b177ec43e7
- Virtual International Authority File: 78021014
- WorldCat: E39PBJy8q73VttbHRHr4PJg9Xd